# 汲古书院
汲古书院（日语：汲古書院）是一家日本学术出版社。

## 历史
1969年成立于日本东京都千代田区，主要出版中国古典文学和日本古典文学、文献学及目录学等相关学术书籍。从长泽规矩也著作出版开始，到2001年共花费15年出版全套《后汉书》共19册。其中汲古丛书从1993年至2016年已经出版136种。
同类型出版社还有研文出版。

## 所在地
〒102-0072 東京都千代田区飯田橋2丁目5番4号